# Дневникът на една камериерка (филм)
„Дневникът на една камериерка“ (на френски: Le Journal d'une femme de chambre) е френски филм от 1964 година, драма на режисьора Луис Бунюел по негов сценарий в съавторство с Жан-Клод Кариер, базиран на едноименния роман от 1900 година на Октав Мирбо.

## Сюжет
В центъра на сюжета е млада жена от Париж, която е наета за камериерка в провинциално имение.

## В ролите
| Изпълнител      | Роля                 |
| --------------- | -------------------- |
| Жана Моро       | Селестине            |
| Жорж Жере       | Жозеф                |
| Даниел Ивернел  | Капитан Муже         |
| Франсоа Луган   | Мадам Монтеил        |
| Мюни            | Мариане              |
| Жан Озън        | Г-н Рабур            |
| Мишел Пиколи    | Г-н Монтеил          |
| Марк Ейрауд     | Секретар на Комисаря |
| Бернард Мусон   | Свещеникът           |
| Доминик Соваж   | Клер                 |
| Жан-Клод Кариер | Изповедникът         |